# Secăria (gmina)
Secăria – gmina w Rumunii, w okręgu Prahova. Obejmuje tylko jedną miejscowość Secăria. W 2011 roku liczyła 1243 mieszkańców.